# Пасецький Василь Михайлович
Пасецький Василь Михайлович (1920, Стара Русса, Росія — 15 червня 2001) — доктор історичних наук, автор багатьох книг про російські арктичні експедиції і географічні дослідження, член-кореспондент Петровської академії наук і мистецтв, академік Петербурзької академії історії науки.

## Біографія
Народився 15 червня 1920 року в селі Кочериново, що на річці Полість, що на околиці Старої Русси. Наприкінці 1930-х років навчався у Ленінградському залізничному технікумі і вже тоді проводив вечори в бібліотеці імені В. І. Вернадського. Друкуватися почав з 1937 року. 1940 року призваний до лав Робітничо-селянської Червоної армії. Під час німецько-радянської війни пережив лихоліття блокади Ленінграда, дистрофію, був призваний до лав Радянської армії, бойовий шлях скінчив в Східній Пруссії.
1949 року Пасецький випадково влаштувався літературним редактором до Арктичного інституту. Директор науково-дослідного інституту, відчувши потенціал молодого співробітника, запропонував йому посаду вченого секретаря і заохотив його до занять історією полярних досліджень. Восени 1953 року побачила світ перша книга «Володимир Русанов», про дослідника Арктики. Потім щорічно з'являлися книги про Пахтусова, Берінга, Баранець, Саннікова. Публікувалися статті в газетах про експедиції інституту на Північний полюс і в Антарктику.Поступово став провідним істориком освоєння полярних країн, основою його робіт стало вивчення архівів. Пасецький ввів в обіг безліч історичних документів. Закінчив Ленінградський державний університет.
У 1970-ті роки перейшовши на роботу до Головної геофізичної обсерваторії імені А. І. Воєйкова, Пасецький зайнявся історією вітчизняної гідрометеорології. Його монографія «Метеорологічний центр Росії» виключно повно розкрила історію обсерваторії і подвижницьку діяльність її перших керівників. Пасецький став досліджувати клімат Росії з найдавніших часів, за літописними джерелами.
Василь Михайлович Пасецький прожив в Санкт-Петербурзі більше 60 років. Пішов з життя в свій 81-й день народження, 15 червня 2001 року в Санкт-Петербурзі. Його лебединою піснею стала 600-сторінкова книга «Російські відкриття в Арктиці».

## Нагороди і відзнаки
- 1945 — Медаль «За бойові заслуги»[4].